# Cumari
Cumari är en kommun i Brasilien.   Den ligger i delstaten Goiás, i den sydöstra delen av landet, 280 km söder om huvudstaden Brasília. Antalet invånare är 2 961.
Omgivningarna runt Cumari är huvudsakligen savann. Runt Cumari är det mycket glesbefolkat, med 5 invånare per kvadratkilometer.